# Второе пятно
«Второ́е пятно́» (англ. The Adventure of the Second Stain) — один из 56 рассказов английского писателя Артура Конана Дойля о сыщике Шерлоке Холмсе, включённый писателем в сборник 13 рассказов «Возвращение Шерлока Холмса».
Конан Дойль поместил этот рассказ на восьмое место в своём списке лучших 12 рассказов о Шерлоке Холмсе. На русский язык переведён Н. Л. Емельянниковой.

## Сюжет
К Шерлоку Холмсу обращаются два государственных деятеля Великобритании: премьер-министр лорд Беллинджер и министр по европейским делам Трелони Хоуп. Похищено хранившееся в квартире Хоупа письмо от некого европейского монарха к правительству Великобритании, а опубликование этого резкого и грубого письма может спровоцировать общеевропейскую войну. Поэтому премьер-министр просит Холмса приложить максимум усилий в поисках письма, соблюдая при этом строжайшую тайну.
Холмс предполагает, что организовать похищение такого важного документа могут только три афериста международного класса: Оберштейн, Ля Ротьер и Эдуард Лукас. Но Ватсон читает в газете, что накануне Лукас был убит в собственном доме. Холмс сразу же высказывает предположение, что похищение письма и убийство обязательно связаны между собой. Неожиданно Холмса посещает жена министра, леди Хильда Трелони Хоуп. Она умоляет Холмса рассказать, что за документ пропал у её мужа, но Холмс категорически отказывается говорить об этом. Он только подтверждает догадку леди Хильды, что в случае, если документ не будет найден, карьере Трелони Хоупа придёт конец.
Спустя несколько дней из Парижа приходит известие, что спятившая после недавней поездки в Лондон некая мадам Фурнэ оказалась женой погибшего Лукаса. Этот аферист жил двойной жизнью: в Париже — под именем Фурнэ, в Лондоне — под именем Лукас.
Холмс решает посетить место убийства Лукаса, и там расследующий это преступление инспектор Лейстред демонстрирует Холмсу удивительный факт: кровавое пятно на ковре не совпадает с пятном, которое находится непосредственно на полу, хотя кровь пропитала ковёр насквозь. Холмс понимает, что кто-то двигал ковёр, и немедленно предлагает Лейстреду допросить охраняющего дом констебля. Во время отсутствия Лейстреда, который уходит допрашивать констебля, Холмс обнаруживает тайник, оказавшийся пустым. Констебль же сознаётся, что недавно пустил на место преступления некую очень красивую женщину.
Холмс вместе с Ватсоном отправляются к леди Трелони Хоуп, где Холмс предлагает ей немедленно отдать письмо. Вначале леди Хильда категорически всё отрицает, но затем, понимая неизбежность разоблачения, во всём признаётся и отдаёт письмо. Холмс предлагает неожиданный ход: положить письмо обратно в шкатулку, где оно находилось, сделав вид, что письмо и не пропадало. Таким образом Холмс ограждает леди Хильду от объяснений с мужем, но взамен требует от неё чистосердечного рассказа о мотивах её поступка.
Оказалось, что Лукас шантажировал леди Хильду её неким давним неосторожным любовным письмом, предложив обменять это письмо на другое, которое надо забрать из шкатулки мужа. После обмена письмами Лукас на глазах леди Хильды спрятал письмо иностранного монарха в тайник, и тут в дом ворвалась мадам Фурнэ, которая, приняв леди Хильду за любовницу, убила Лукаса в припадке ревности.
Едва заканчивается рассказ леди Хильды, как в дом возвращается Трелони Хоуп вместе с премьер-министром. Холмс невозмутимо сообщает им, что письмо никуда не пропадало, а по-прежнему находится в шкатулке для бумаг. Восприняв это как дурную шутку, Хоуп на глазах премьер-министра, Холмса и Ватсона начинает заново перебирать бумаги и находит там похищенное письмо. Радостный и потрясённый Хоуп убегает искать жену, а Холмс, отвечая на вопрос премьер-министра о том, как письмо могло снова очутиться в шкатулке, с улыбкой отвечает, что и у сыщиков есть свои «дипломатические тайны».

## Интересные факты
- История была адаптирована для телеэпизода про Шерлока Холмса в 1951 году с Аланом Уитли в главной роли[2].
- История была адаптирована для сериала BBC 1968 года с Питером Кушингом. Эпизод утерян.
- История была адаптирована в телесериале компании Гранада «Возвращение Шерлока Холмса» с Джереми Бреттом в 1986 году.
- Сюжет этого рассказа используется в сценарии фильма «Приключения Шерлока Холмса и доктора Ватсона: XX век начинается» режиссёра Игоря Масленникова.
- «Второе пятно» было поставлено на BBC Radio 4 в 1993 году Бертом Коулзом в рамках его радиопередачи с Клайвом Меррисоном в роли Холмса и Майклом Уильямсом в роли Уотсона, а также с участием Джереми Клайда в роли Трелони Хоупа и Сабины Франклин в роли леди Хильды[2].